# Pyrausta canotinctalis
Pyrausta canotinctalis là một loài bướm đêm trong họ Crambidae.